# Alvin (Wisconsin)
Alvin es un pueblo ubicado en el condado de Forest en el estado estadounidense de Wisconsin. En el Censo de 2010 tenía una población de 157 habitantes y una densidad poblacional de 0,52 personas por km².

## Geografía
Alvin se encuentra ubicado en las coordenadas 45°57′52″N 88°49′15″O / 45.96444, -88.82083. Según la Oficina del Censo de los Estados Unidos, Alvin tiene una superficie total de 299.9 km², de la cual 297.13 km² corresponden a tierra firme y (0.92%) 2.76 km² es agua.

## Demografía
Según el censo de 2010, había 157 personas residiendo en Alvin. La densidad de población era de 0,52 hab./km². De los 157 habitantes, Alvin estaba compuesto por el 98.09% blancos, el 0% eran afroamericanos, el 0% eran amerindios, el 0% eran asiáticos, el 0% eran isleños del Pacífico, el 0% eran de otras razas y el 1.91% pertenecían a dos o más razas. Del total de la población el 0% eran hispanos o latinos de cualquier raza.